# Marc Birkigt
Marc Birkigt, né le 8 mars 1878 à Genève et mort le 15 mars 1953 à Versoix, est un ingénieur suisse en mécanique, pionnier de l'automobile et de l'aviation, fondateur de la marque Hispano-Suiza en 1904.

## Biographie

### Enfance
Marc nait le 8 mars 1878 à Genève en Suisse. Fils d’un tailleur de la rue Rousseau, sa mère meurt lorsqu’il a 2 ans et son père lorsqu'il en a 12. Il est élevé par sa grand-mère.

### Formation et débuts
Marc entre à l’École de mécanique de Genève à 17 ans d'où il sort ingénieur à 20 ans puis travaille dans une entreprise de fabrication de machines et outillages pour l’horlogerie. Il effectue son service militaire en tant qu’armurier. 
Âgé de 21 ans, il rejoint Carlos Vellino (ami d’école d'ingénieur) en 1899 à Barcelone (capitale industrielle de la Catalogne) et travaille sans succès sur un prototype d’omnibus électrique pour Barcelone pour la société « La Cuadra (en) ». Il conçoit et fabrique alors deux modèles de voiturette à moteur à explosion : une monocylindrique de 4,5 hp et la Cuadra Centauroune bicylindre de 7,5 chevaux-vapeur, qui parcourt en 1901 1 000 km sans incident. Il dépose ses premiers brevets en mécanique mais la société fait faillite.  

### Hispano-Suiza

#### Débuts en Espagne et développement international

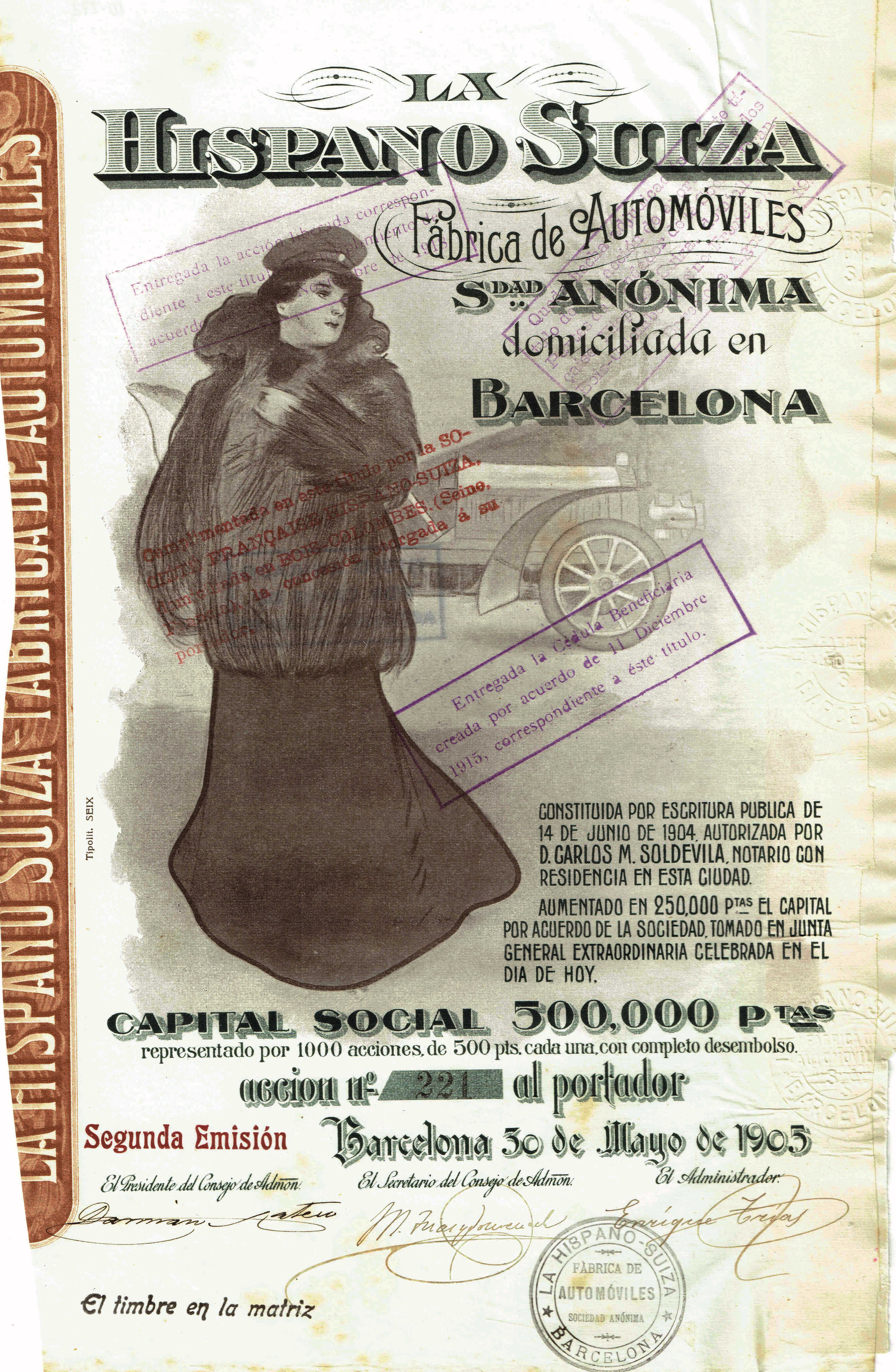
Action de la Hispano Suiza Fábrica de Automóviles SA en date du 30 mai 1905

Marc Birkigt fonde avec le financier galicien José María Castro en novembre 1902 la J. Castro s.en.c Fábrica Hispano-Suiza de Automóviles à Barcelone. Ils fabriquent des automobiles à moteur à explosion, la 10 hp bicylindre de 1 873 cm3 et le châssis à moteur 4 cylindres 14 hp, de 2 535 cm3. Au début de l'année 1904, la production est à nouveau suspendue par manque d'argent. Les hommes d’affaires espagnols Damián Mateu et Francisco Seix financent alors le 14 juin 1904 la nouvelle société La Hispano-Suiza Fábrica de Automóviles SA à Barcelone. 
Le roi Alphonse XIII d'Espagne commande un châssis 20/24 hp Hispano-Suiza et assure à la société son appui total. Il décerne à Birkigt le titre de Chevalier d'Isabelle la Catholique en 1908. 
Une nouvelle usine est construite à Sagrera et des bureaux de vente sont créés à Genève et Paris puis dans le reste de l'Europe.  
Une licence de vente est accordée à la société suisse SAG (Société d'automobiles à Genève) de Lucien Pictet et Paul Piccard. Ces derniers commercialisent sous ce nom les modèles Hispano-Suiza jusqu'en 1908.
Marc Birkigt présente deux nouveaux châssis au salon 1907 : un 4 cylindres de 40/45 hp et un imposant 6 cylindres de 60/75 hp de 11 litres de cylindrée orné de l'emblème de la marque : deux ailes (symbole de vitesse), au centre une croix blanche (symbole helvétique) sur les couleurs espagnoles. 
En janvier 1911, Marc Birkigt s’installe à Paris avec une nouvelle usine à Levallois puis à Bois-Colombes en 1914 avec des agences dans le monde entier. Le roi Alfonse XIII est alors l'un des principaux actionnaires de la marque.

#### Succès des moteurs d'avion en France
En 1914 lorsque la Première Guerre mondiale éclate, les usines sont placées sous le contrôle de la société Gnome et Rhône. Marc Birkigt développe alors un moteur léger d'avion à Barcelone pour le gouvernement espagnol. Le moteur Hispano-Suiza 8 cylindres en V à 90° de 150 ch introduit le concept novateur des bloc-cylindres en alliage léger. À partir de 1915 l'aviation française s'équipe avec succès de 40 000 de ces moteurs, qui permettent de lutter à armes égales avec leurs homologues allemands. Cet engin meut l'avion SPAD S.VII de l'as de l’Escadrille des Cigognes Georges Guynemer et c'est ainsi que la cigogne est désormais associée à Hispano-Suiza.
À la fin de la guerre Marc Birkigt revient à Paris. Il se consacre aux automobiles de luxe tel l'Hispano-Suiza H6, pour profiter des nouvelles fortunes faites durant la guerre.

#### De l'entre-deux-guerres aux années 1950
En 1923, la filiale française acquiert son indépendance et est baptisée Hispano-Suiza. Birkigt s’associe à Michelin dans les années 1930 pour créer un autorail : la célèbre Micheline. 
Après avoir construit plus de 2 500 châssis, Hispano Suiza est nationalisé par l'État français en 1936. Marc Birkigt arrête la fabrication d'automobiles et se consacre aux moteurs d'avion et aux armes automatiques pour la défense nationale française. Il en ressort le moteur Hispano-Suiza V 12 dérivé du V8, l'un des premiers moteurs de la classe des 1 000 ch (750 kW) en version 12Y, produite sous licence et développée en Tchécoslovaquie, en Espagne, en Suisse et en URSS. Le canon pour avion Hispano-Suiza HS-404 est aussi conçu et largement adopté par les forces armées britanniques et américaines durant la Seconde guerre mondiale.
À la fin de la Seconde Guerre mondiale les usines de Bois-Colombes et Tarbes sont en ruines et pillées. Il se relance alors dans la fabrication de réacteurs d’avions (Rolls-Royce), d'accessoires d’aviation (inverseurs de poussée, turbines à gaz, trains d’atterrissage, moteurs diesels... )

### Vie privée

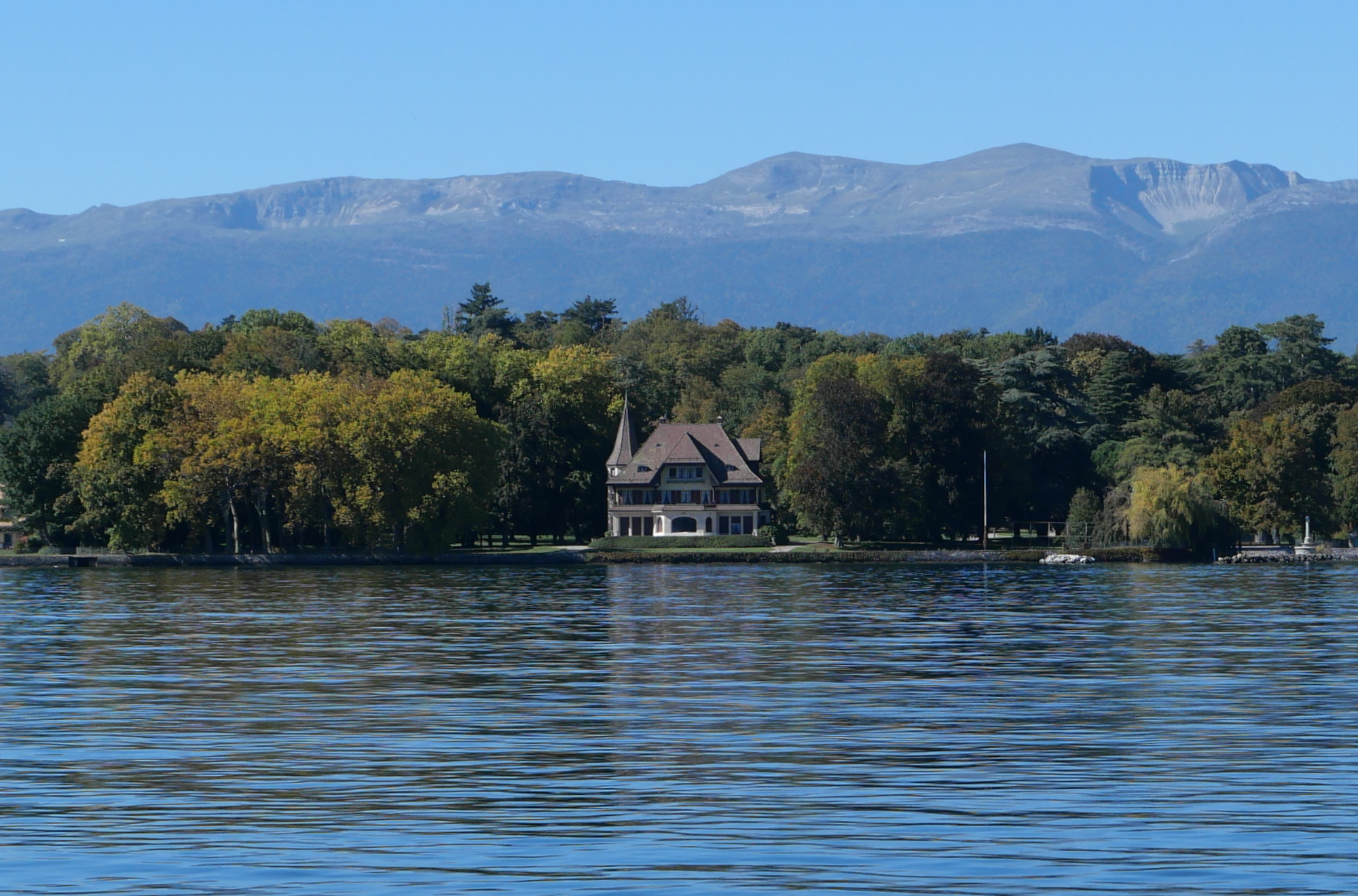
« Rive bleue »

Marc Birkigt épouse Eugénie Brachet à Genève le 23 novembre 1901. De leur union naissent Louis en 1903 et Yvonne en 1905.

 
Il vit à Versoix depuis 1930 dans sa somptueuse demeure « maison de maître » dite « Rive bleue » au bord du lac Léman, face au massif du Mont-Blanc, aménagée entre 1926 et 1928 par l’architecte Henry Baudin (1876-1929) et décorée par Éric Hermès (1881–1971). 
« La lagune a été remblayée et on a construit un port qui est considéré comme le meilleur port privé du Léman. M. Birkigt était passionné de voile et il avait un magnifique 30m l’Edelweiss. »
Il meurt le 15 mars 1953 à l’âge de 75 ans, après avoir déposé plus de 150 brevets.
Il est inhumé à Versoix.

## Décorations
- 1908 : Chevalier de l'ordre d'Isabelle la Catholique
- 1930 « Commandeur » puis « Grand officier » en 1939 de la Légion d'honneur
- 1923 et 1949 : Lauréat de l'Aéro-Club de France
- Docteur honoris causa de l’École polytechnique fédérale de Zurich